# Stenungsund
Stenungsund är en tätort i Bohuslän och centralort i Stenungsunds kommun i Västra Götalands län. Stenungsund är beläget vid Västerhavet innanför öarna Tjörn och Orust, till vilka fastlandsförbindelse härifrån utgår.

## Historia
Stenungsund har ett förflutet som lastageplats, och kom under 1800-talet att bli en populär badort för göteborgare. Den kommersiella och industriella utvecklingen började med bandfabriken på 1940-talet och sköt ordentlig fart på 1950-talet, då oljekraftverket Stenungsunds kraftverk byggdes i Vetteberget. Den petrokemiska industrin etablerades på orten under 1960-talet vilket gjorde att Stenungsund tredubblade sin befolkning, och gick om bland andra Strömstad och Lysekil i storlek. Det avgörande steget togs 1960 då kommunen skrev avtal med Esso, MoDo och Fosfatbolaget (senare Unifos) om etablering.
Då Stenungsund växte snabbt, blev det ont om utrymme i det lilla samhället. Stenungstorg anlades genom att fylla igen den vik som tidigare sträckt sig ända upp till järnvägsspåret. Fyllningsmaterialet var sten från bergrummen som sprängdes ut för att ge plats åt kraftverket. Det idylliska stationssamhället omvandlades till vad som närmast kan liknas vid en stad men som alltjämt kallas för torget eller sundet. 
Stenungsund är beläget i Norums socken och ingick efter kommunreformen 1862 i Norums landskommun. I denna inrättades för orten 19 december 1919 Stenungsunds municipalsamhälle som upplöstes vid utgången av 1951 när orten och landskommunen uppgick i Stenungsunds landskommun. Från 1971 ingår Stenungsund i Stenungsunds kommun som centralort.

### Befolkningsutveckling
| Befolkningsutvecklingen i Stenungsund 1960–2020                                                                           | Befolkningsutvecklingen i Stenungsund 1960–2020 | Befolkningsutvecklingen i Stenungsund 1960–2020 | Befolkningsutvecklingen i Stenungsund 1960–2020 | Befolkningsutvecklingen i Stenungsund 1960–2020 |
| --- | ----------------------------------------------- | ----------------------------------------------- | ----------------------------------------------- | ----------------------------------------------- |
| |                                                 |                                                 |                                                 |                                                 |
| År |                                                 |                                                 | Folkmängd                                       | Areal (ha)                                      |
| 1960 | 1960                                            |                                                 | 1 948                                           |                                                 |
| 1965 | 1965                                            |                                                 | 5 186                                           |                                                 |
| 1970 | 1970                                            |                                                 | 7 470                                           |                                                 |
| 1975 | 1975                                            |                                                 | 8 361                                           |                                                 |
| 1980 | 1980                                            |                                                 | 8 661                                           |                                                 |
| 1990 | 1990                                            |                                                 | 9 775                                           | 1 036                                           |
| 1995 | 1995                                            |                                                 | 9 685                                           | 1 094                                           |
| 2000 | 2000                                            |                                                 | 9 625                                           | 1 114                                           |
| 2005 | 2005                                            |                                                 | 10 067                                          | 1 114                                           |
| 2010 | 2010                                            |                                                 | 9 987                                           | 1 112                                           |
| 2015 | 2015                                            |                                                 | 13 093                                          | 1 225                                           |
| 2020 | 2020                                            |                                                 | 14 167                                          | 1 329                                           |
| Anm.: Sammanvuxen med tätorterna Hallerna och Strandnorum samt småorten Kullen och Dyrtorp 2015. och med Stenungsön 2020. |                                                 |                                                 |                                                 |                                                 |

### Näringslivets historia
Kommunen Stenungsunds huvudnäring har genomgått stora förändringar. Industrialiseringen av regionen har haft stor påverkan på tätortens utveckling mot det moderna samhället. Innan vattenfalls bebyggelse under 1950-talet och innan den petrokemiska industrin etablerades i Stenungsund under 1960-talet, var Stenungsund ett fattigt jordbrukssamhälle som försörjde sig på sommarens badgäster och på jordbruk. Det lugna samhället förändrades till industriort och i samband med detta blev den sociala tryggheten och levnadsstandarden bättre.

#### Konservfabriken
Under 1800-talets slut beslutade sig Mattias Jansson för att bygga en konservfabrik vid ångbåtsbryggan i Stenungsund. Fabriken ägnade sig åt att konservera olika matprodukter som exempelvis fiskbullar, kryddsill i gaffelbitar och makrill i olja. Mattias Janssons fabrik gav arbetsmöjligheter åt förortens befolkning, såväl kvinnor som män. När fabriken brann ner år 1893 innebar det negativa konsekvenser för arbetsutbudet i området.

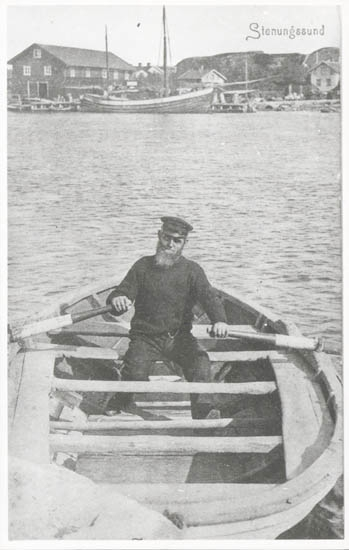
I bakgrunden visas konservfabriken som brann ner år 1893.

Bohusläns ekonomi har under flera hundra år varit beroende av sillen och många människor valde att flytta dit under 1800-talet, för att arbeta just med stavning, fiske och handel. Under 1800-talet utvecklades två stora industrier och förutsättningarna för att detta kunde ske var det stora sillfiske som utvecklades under 1700-talet. De två industrierna hade sill som utgångsprodukt, men även trankokning och sillsaltning. De metoder som man använde sig av i början för att konservera fisken var de traditionella sätten, som till exempel saltning av fisk. Under 1800-talets slut förbättrades sillsalterinäringen och industrin utvecklades.
Omkring år 1808 försvann storsillen och detta resulterade att fiskkonservindustrin började använda sig av skarpsill i stället. Denna sill är mer ömtålig i jämförelse med storsill, men så länge man brukade sig av torkning och hård saltning kunde man få skarpsillen att ha en lång hållbarhet. Under 1800-talets mitt blev ansjovis allt mer populär och för att kunna konservera den behövdes ett flertal tekniska uppfinningar. De nya metoderna innebar hermetisk inkokning av livsmedel att förpackning av fisken i tunnklädda bleckdosor. Den Bohuslänska konservindustrin fick ett uppsving omkring år 1890 när efterfrågan på konserverade livsmedel ökade i samhället. De borgerliga grupperna i Stenungsund fick en bättre levnadsstandard, mot bakgrund av den industriella tillväxten. De yrkesgrupper som fick det bättre var företagare, akademiker, hantverksmästare, högre tjänstemän och grosshandlare.
Falsmaskiner var en uppfinning som gjorde tillverkningen mer produktiv. Innan man fick tillgång till denna maskin var arbetarna tvungna att löda ihop burken för hand, vilket tog lång tid. Falsmaskinen som kom till industrin på 1870-talet effektiviserade arbetet och maskinen kunde även falsa igen burkarna. Ett flertal fabriker i Bohuslän valde att inte införskaffa maskinen, mot bakgrund av att kostnaden var för hög. De valde istället att köpa burkarna av de andra fabrikerna.

##### Problem med konservfabriken
Ett flertal klagomål om oangenäm lukt som ska ha kommit från konservfabriken framfördes i kommunalnämndens protokoll åren 1891–1892. Nämnden inspekterade därför fabrikens lokaler, samt ansjovisinläggningen och man beslutade att avfallet skulle tas bort varje dag. Det genomfördes även flera åtgärder av sjöbottnen under fabrikens lokaler, man fyllde på med lera och sand för att det skulle ge en bättre lutning och för att havstången skulle försvinna. Dessa åtgärder vidtogs för att havsvattnet enklare skulle göra rent havsbotten. Den oangenäma lukten försvann med hjälp av dessa åtgärder, och genom att man fortsatte lägga grovsand på botten.

#### Bandfabriken
Fabrikören Erik Rydén grundade AB Svenska Bandfabriken norr om Borås och under år 1932 tog K.T Friedrich över fabriken. När Friedrich blev ägare hade fabriken av sex anställda, en kontorsflicka och tolv gamla vävstolar. Fabriken bytte först lokal till en industribyggnad i Borås och därefter flyttades fabriken till Stenungsund. Bandfabriken i Stenungsund stod klar år 1944 och man började att flytta över alla maskiner till den nya lokalen med hjälp av tåg, häst och vagn. Friedrich bytte successivt ut de gamla vävstolarna mot nya och detta resulterade i att han kunde producera mer och möta den höga efterfrågan som fanns. Fabriken byggdes ut och var klar under året 1960 och dess yta var då 5600 kvadratmeter. När teknologin utvecklades köptes datastyrda maskiner in. Bandfabriken gav många arbeten i Stenungsund, speciellt för kvinnorna, när fabriken hade sina guldår hade de 120 anställda. Det var flera olika nationaliteter som arbetade i bandfabriken, människor från Tyskland, Sudet-Tyskland, Polen, Danmark, Litauen, Norge, Finland och Estland är några av de nationaliteter som fanns bland de anställda. Samtidigt arbetade ett flertal ungdomar från Tjörn och Orust i fabriken.
De produkter som bandfabriken tillverkade var etiketter för konfektionsindustrin, men de tillverkade även omtyckta turistmärken och under året 1951 började de att tillverka ärmemblem till den svenska flottan. Fabriken gjorde även emblem till armén och polisen. En stor del av det som tillverkades exporterades till Kanada, England och Frankrike och de hade ett samarbete med ett flertal länder, som Schweiz, Österrike och Tyskland.
Under hösten 1972 valde K.T Fredrich att avsluta sin tjänst som direktör på Bandfabriken, hans dotter Stephanie Grimpe tog sedan över fabriken år 1973. Grimpe sålde firman till Boråsföretag Nilörn år 1989. När Grimpe sålde företaget lades tillverkningen ned och lokalerna stod sedan tomma, tills Bra Storlivs flyttade in.

#### Korgfabriken
Axel Anderssons son Einar Andersson som var född år 1903, blev under tonåren bröstsjuk och vart inlagd på Svenshögens sjukhus. Under hans tillfrisknande kunde han inte arbete på gården, han började därför att tillverka korgar gjorda av ståltråd. Andersson hade fått denna idé av en person från Tjörn. Han tillverkade två korgar om dagen, men hans bror Anders började hjälpa till och utvecklade en snabbare sätt att tillverka korgarna. Einar och Anders tillverkade två olika sorters korgar, den vanliga modellen hette skäppekorgen och den hade två handtag på vardera sida. Korgarna såldes då för 3,50 kronor styck.
1930 dog Einar men Anders fortsatte att tillverka korgar efter broderns död, tills han flyttade till Göteborg och blev elektriker. Under Anders sista år som korgtillverkare kunde han göra uppemot sex korgar varje dag. Han försökte sälja sina produkter till Fraenkle & Hedenberg i Göteborg, men de var inte intresserade. Ett intresse för korgarna fanns hos en trädgårdsmästare i Mölndal, som ansåg att denna produkt var bra som potatiskorgar och köpte därför ett flertal korgar. Hjalmar Andersson, som var handlare i Spekeröd, hjälpte till att sälja korgarna.
Johan Jonasson som var slöjdlärare på Kyrkenorumskolan hade inspekterat bröderna Anderssons tillverkning av korgarna. Han var även en duktig snickare och han började därför att tillverka korgar. Jonasson kom på nya strategier för att göra produktionstiden kortare och använde sig av en bättre ståltråd. Specerihandeln Bröderna Rehnberg köpte upp så många korgar som Johan Jonasson kunde producera. Gunnar Johansson och Erik Johansson hade studerat Johan Johansson och hade fått kunskapen om hur man tillverkade korgarna. De hyrde först en lokal på Hallerna där de kunde tillverka korgarna. Därefter byggde Gunnar Johansson ett hus med en verkstad vid Utsiktsvägen. Erik arbetade några år vid denna verkstad, men beslutade sig för att bygga en egen verkstad för att slippa transportsträckan.
Gunnar Jonasson sålde sedan sin korgfabrik till Joakim Rehnberg. I korgfabriken arbetade det upp till sju personer och de flesta korgarna exporterades till andra länder, som till exempel Island, Danmark och Sydafrika. Det fanns upp mot 60 olika sorters modeller, som alla hade olika ändamål. När den petrokemiska industrin utvecklades i Stenungsund, resulterade det i att korgfabriken försäljning gick sämre, mot bakgrund av att plast blev ett alltmer populärt materiel och var mer prisvärt. Gösta Olofsson var den sista som tillverkade korgarna och han slutade att tillverka dem i slutet på 1970-talet.

#### Vattenfall i Stenungsund

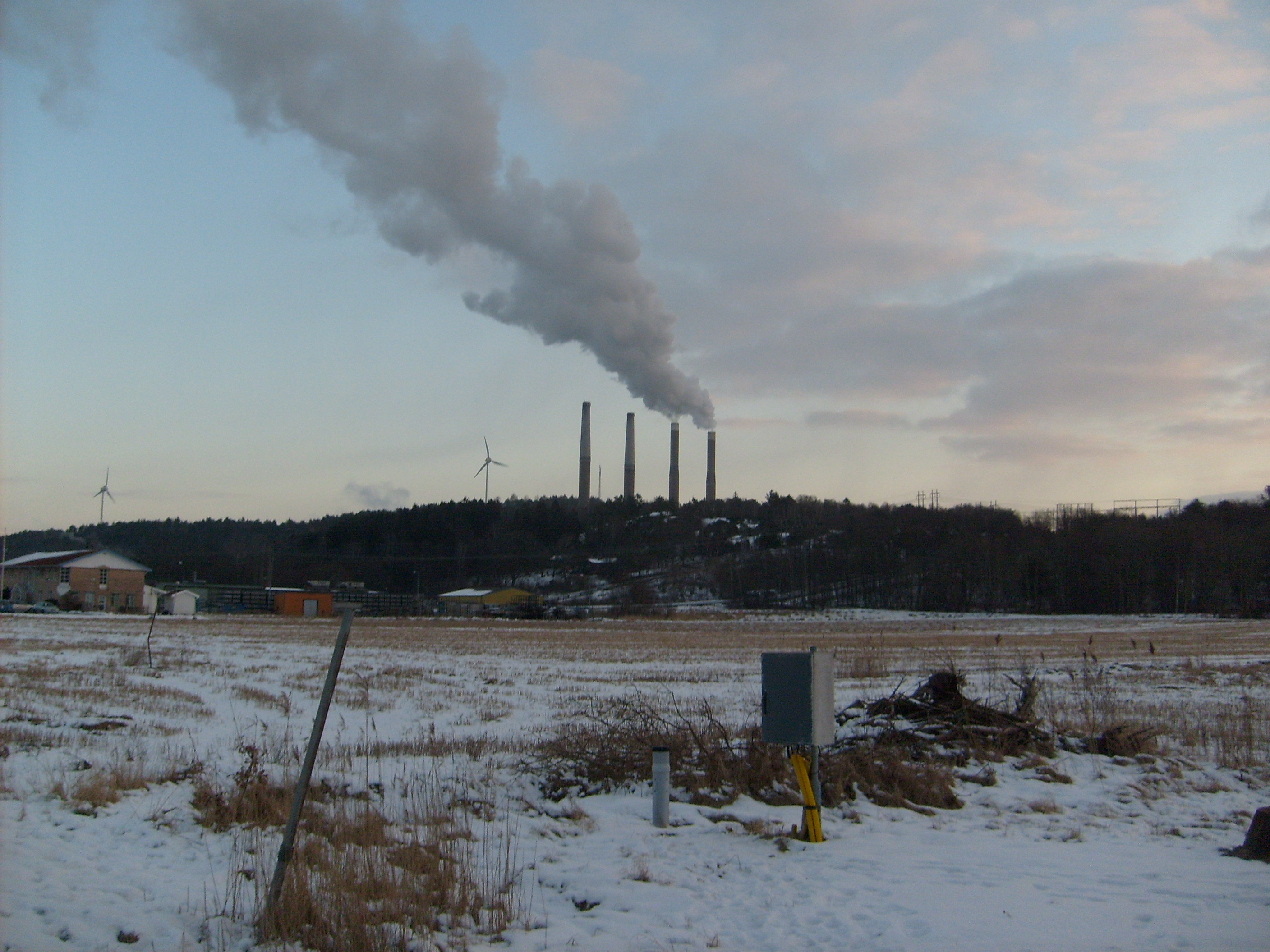
Bild på vattenfall i Stenungsund.

Vattenfall etablerade sig i Stenungsund. I juni 1955 påbörjades bygget av Stenungsunds kraftverk, vilket var ett oljekraftverk. Man började med att spränga sig in i berget. Man valde att placera de fyra aggregaten inuti bergen, mot bakgrund av att det var säkrare. Under året 1959 sattes det första aggregatet i bruk. De resterande aggregaten sattes i bruk under 1966 och 1969. Vattenfall behövde mark för att kunna bygga sin industri. Därav köpte de upp flera hus och gårdar i området. Elföretagets bebyggelse resulterade i att många invånare i Stenungsund fick arbete, samt att de som kom från Tjörn och Orust enklare kunde ta sig in till Stenungsund, tack vare Tjörnbroarna som byggdes under 1960-talet.

#### Den petrokemiska industrin
Den petrokemiska industrin började att växa fram under 1960-talet och denna industri kom att förändra Stenungsunds samhällsstruktur. Det var redan under året 1956 som företaget Esso Chemical AB hade börjat undersöka om det fanns ett intresset för petrokemiska produkter på den svenska marknaden. Den undersökning som Esso gjorde visade att konsumtionen av petrokemiska produkter skulle vara stor. Det fanns bra förutsättningar för att Stenungsund skulle bli ett petrokemiskt centrum. En av förutsättningarna var att MoDo hade under året 1957 köpt en stor andel mark i Stenungsund, Vattenfall hade byggt en djupdamm, då de hade möjlighet att utnyttja kylvatten från Vattenfalls ledningar, vilket gav ett bra utbud av elkraft. Dessa fördelar som Stenungsund hade resulterade till att kommunen blev petrokemisk centrum i Sverige och inte Helsingborg, som var den alternativa staden för denna industri. En viktig faktor till varför de valde att inte etablera den petrokemiska industrin Helsingborg, var på grund av att förtroendemännen inte kunna hålla kravet om att planerna skulle hållas hemliga.

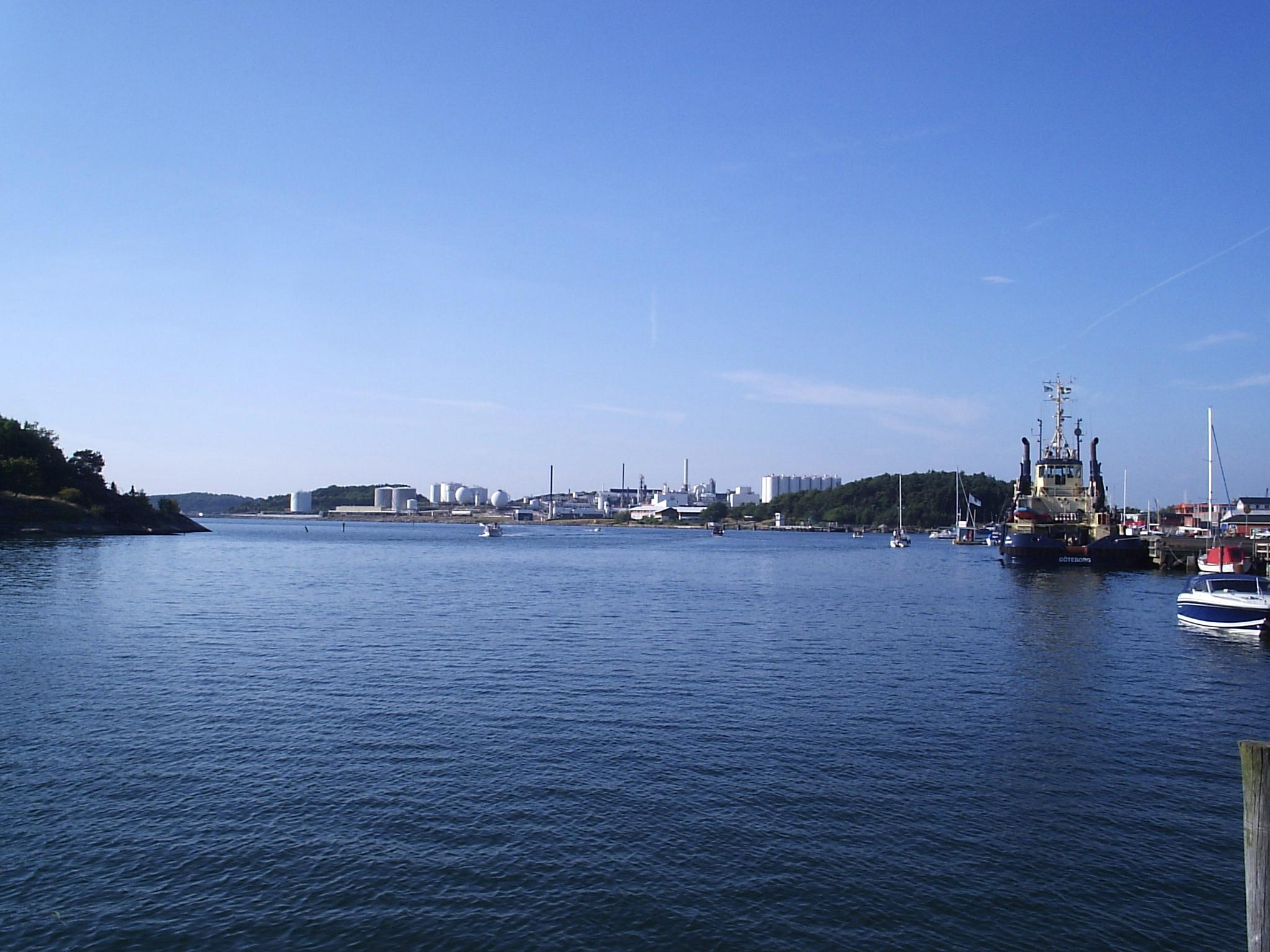
Hamnmiljö och petrokemisk industri i Stenungsund.

Stenungsund såg fördelarna med industrin, framförallt det framtida arbetsutbudet. Det fanns en oro bland befolkningen, att ungdomarna inte skulle få något arbete efter skolgången och här såg kommunens ledning en lösning på detta problem. Mycket hände när industrin växte fram, under en kort tid byggdes samhället ut och invånarantalet var år 1960 5 500 invånare och år 1973 hade Stenungsund en befolkning på 13 800 invånare. Den petrokemiska industrin gav dock inte de arbetsmöjligheter som länsstyrelsen och kommunen hade räknat med, stenungsundsborna fick istället jobba inom servicenäringen och anläggningsarbeten. Inom industrin har det inte varit en särskild jämställd arbetsmiljö, mot bakgrund av att kvinnor inte har fått samma jobbmöjligheter som männen. Personalchefen på Esso Chemical under år 1974 besvarade kritiken med att inga kvinnor var anställda som drifttekniker, då det var en för smutsig arbetsplats och ett för tungt arbete. Chefen uttalade sig även om att hygienutrymmena inte var anpassade till kvinnlig arbetskraft.

##### Industrins påverkan på bostadsmarknaden
Politiken har haft en stor roll i den petrokemiska industrin framväxt, det har tagits viktiga beslut gällande lån, skatter och planering om snabb expansion i Stenungsunds bostadsområden. Man började att prioritera mark, bostäder, vatten och avlopp och nya skolor byggdes vid de nya bostadsområdena. Vissa av bostadsområdena blev placerade cirka fyra kilometer från Stenungsund torg, vilket gjorde dem beroende av att ha en bil. I och med industrins etablering har tusentals lägenheter och småhus byggts mellan åren 1960−1970. Det uppstod problem när hyresgästerna inte ville binda sig till lägenheterna, då HSB:s lägenheter inte nådde upp till hyresgästernas krav. Detta resulterade i att kommunalägda Stenungsundsbostäder grundades och tog över bostadsbyggandet. Bandfabriksägaren K.T Friedrich hyrde ut bostäder till sina anställda vilket resulterade i att de var beroende av att jobba kvar för att kunna få ha kvar sin lägenhet, då man var tvungen att ge upp lägenheten om man slutade. Denna strategi som Friedrich använde sig för att binda upp sina anställda till arbetsplatsen, försökte även de petrokemiska industriföretagen ta efter. Esso Chemical erbjöd sina anställda ett räntefritt lån på 10 000 kronor till dem som ville bygga ett hus. Industribolagen fick vissa kvoter av lägenhetsbeståndet av kommunen, vilket de kunde dela ut till sina anställda och på så sätt kunde de garantera lägenheter till nyanställda. Detta innebar att man inte använde sig av det normala systemet inom bostadsförmedlingen med normal turordning, de som arbetade inom den petrokemiska industrin kunde gå före i kön.

##### Industrins påverkan på miljön
Under de första tio åren upplevde Stenungsunds befolkning en del störande konsekvenser av industrin, att den gav ifrån sig störande buller samt dålig lukt. Invånarna i Stenungsund väcktes regelbundet av ljuden och industrin blåste tidvis ut 300 kg eten och emellanåt gråvitt polyetenpulver som smutsade ner omgivningen. I augusti 1969 skedde ett klorgasutsläpp från Fosfatbolaget. Detta utsläpp skadade 35 personer och en blev allvarligt skadad. Det som gjorde att klorgasutsläppet inte blev en katastrof, var att vädret var varmt och torrt vilket resulterade i att gasen steg och blev tunnades ut. Bolaget hade inte räknat med denna positiva konsekvens av vädret och antog att klorgasen skulle röra sig in mot staden och därför begärde de att hälsovårdsmyndigheten skulle meddela befolkningen att ha gasmasker tillgängliga.
I en intervju som gjordes med länsingenjören Per-Olof Lindqvist som var chef för luftvården i Västra Götaland, publicerades i DN den 26 augusti 1969. Lindqvist förklarar i denna intervju, att informationen om hur mycket industrin släppte ut var ytterst oklar, mot bakgrund av att industrierna inte behövde deklarera utsläppen. Hälsovårdsmyndigheten i Stenungsund hade inte heller kunskap om hur mycket, samt vilka arter av gas som industrin släppte ut. Det enda som Fosfatbolaget behövde deklarera var mängden kvicksilver, och de uppgav att företaget släppte upp mot 140 kg kvicksilver om året. Att Vattenfall släppte ut stora mängder svaveldioxid som sedan faller ner som svavelsyra visste man om. Även att Stenungsund inte påverkades av svavelsyran, mot bakgrund att vinden drog med sig den ut till havs och drog med sig ämnet till andra områden som till exempel Dalsland.
Vattenutsläppet från industrierna är ett omtalat samtalsämne bland Stenungsunds befolkning, de misstänker att industrin släpper ut utsläpp som inte befolkningen får kunskap om. Det är industriföretagen som har ansvaret över själva provtagningen, därefter blir proverna analyserade av Länsstyrelsen. Under vissa perioder har det skett olovliga utsläpp, detta har företagen bekräftat i efterhand.

## Samhället
På orten finns Stenungsunds kapell.

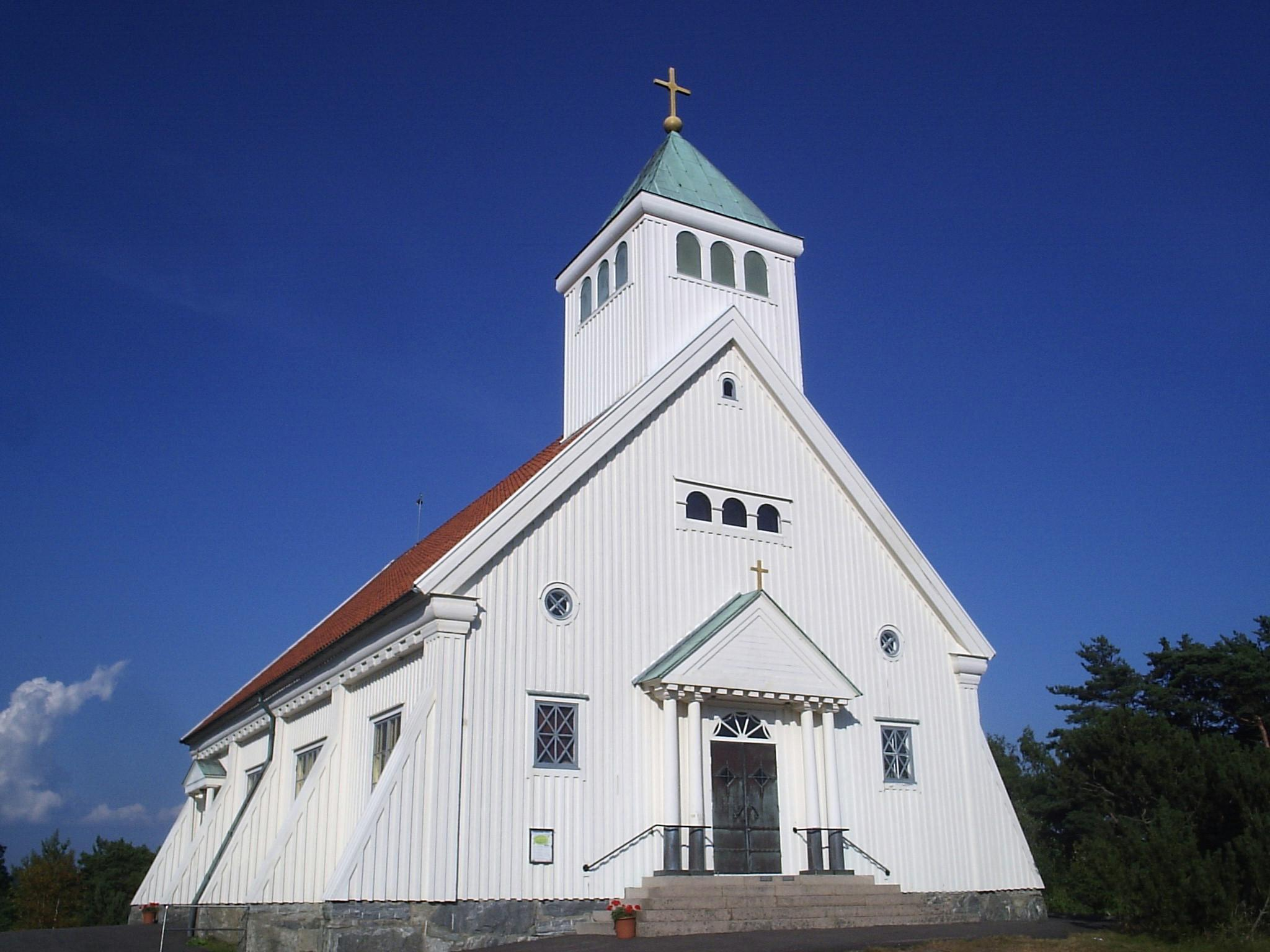
Stenungsunds kapell på Kyrkberget i Stenungsund.

 Stenungsunds bibliotek ligger i Kulturhuset Fregatten. Där finns även en biograf och ett café. Två fastigheter i centrala Stenungsund (Beatas gränd 4) utgör ett hembygdsmuseum, som ägs och drivs av Stenungsunds hembygdsförening.
Stenungsund Torg är ett köpcentrum som ägs av Citycon och består av 65 butiker, restauranger och caféer. Stenungsbaden är ett konferenshotell beläget på Stenungsön.

## Kommunikationer
E6 passerar strax utanför samhället, som ligger 47 km norr om Göteborg och 43 km söder om Uddevalla. Sträckan är en del av den viktiga motorvägen mellan Oslo och Köpenhamn via Göteborg. I Stenungsund finns också en station på Bohusbanan.

Bussar från Göteborg till Uddevalla och vidare norrut stannar vid Stenungsunds station i centrum. Stenungsund är också knutpunkt för busstrafiken till Tjörn och Orust.

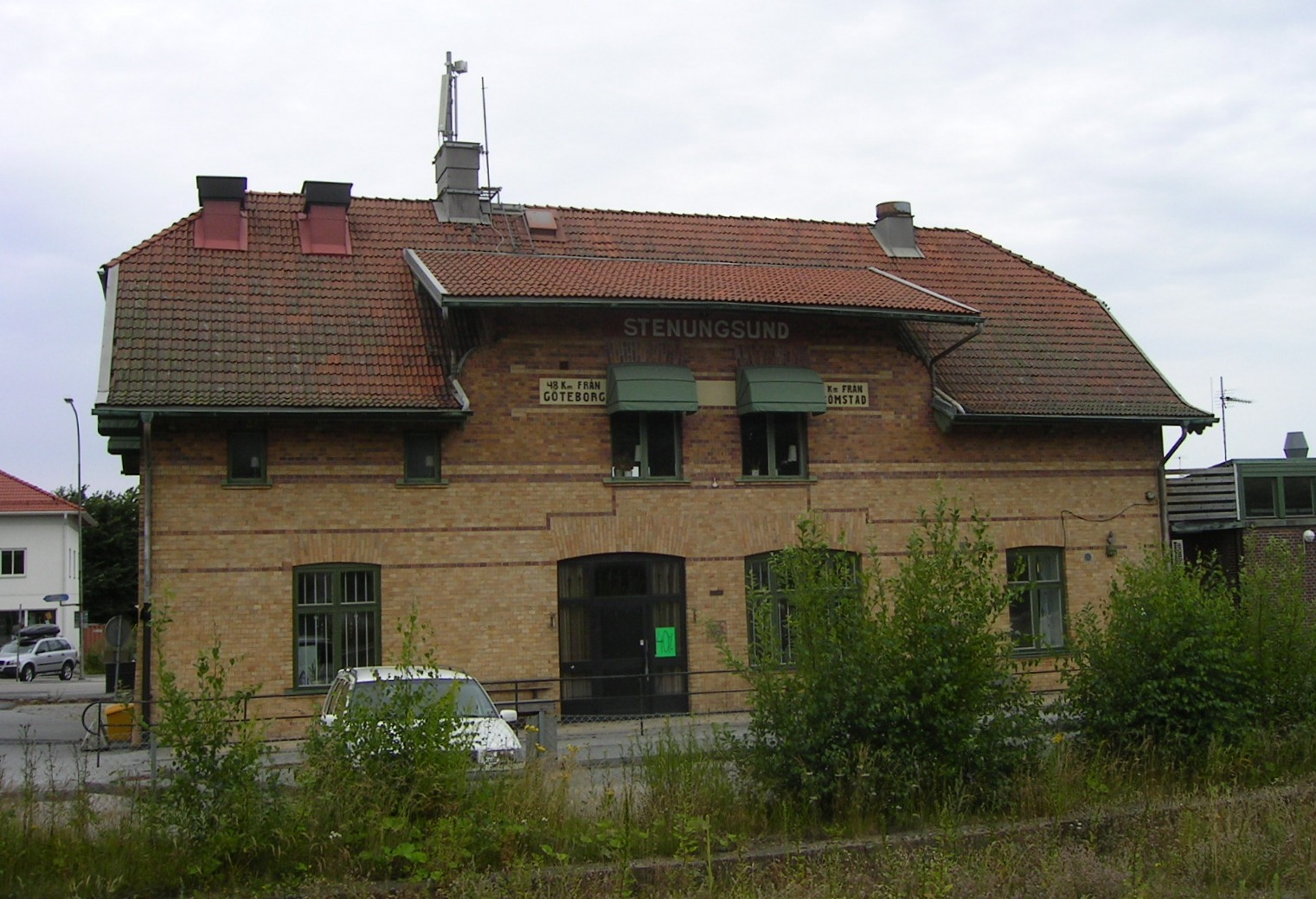
Stationshuset.

 Från Kolhättan går det en vägfärja till Svanesund på Orust.

## Näringsliv

### Petrokemi

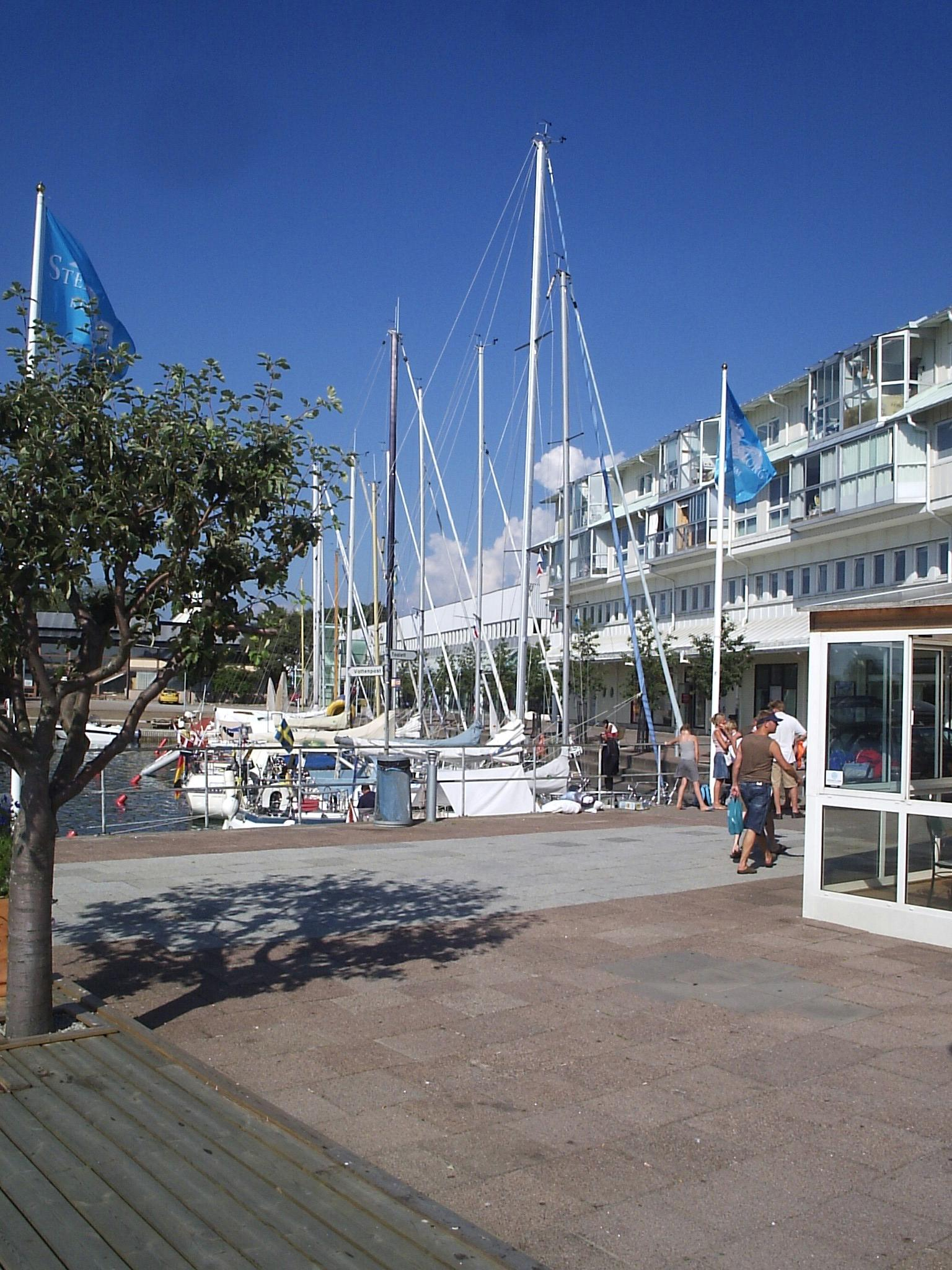
Gästhamnen i Stenungsund.

Stenungsund är idag en av Sveriges viktigaste orter när det gäller framställning av polyeten, som används vid tillverkning av plastprodukter. Grunden till industrialiseringen var de idealiska naturhamnarna för tankfartyg. 
Naturhamnarna var även en stor anledning till valet av platsen för Vattenfalls oljekraftverk på orten, Stenungsunds kraftverk, som också är Europas största bergrumsinsprängda oljekraftverk. Kraftverket, med sina fyra jättelika skorstenar, har gett orten en karakteristisk siluett.

### Övrigt näringsliv
Stenungsund har sommartid en betydande turism, och är handelscentrum för stora delar av södra Bohuslän året runt. Det är också hemvist för programvaruföretaget Hogia.

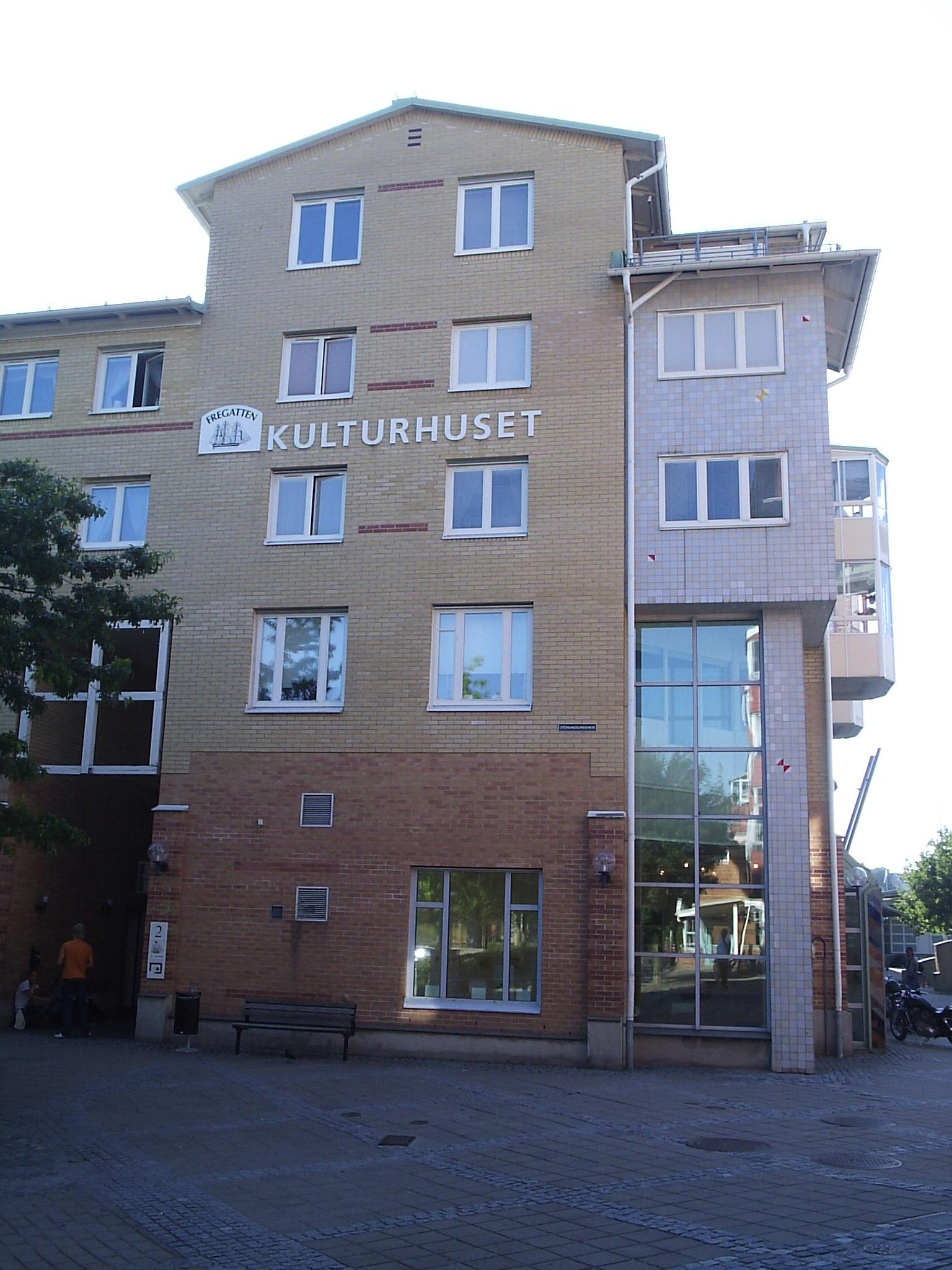
Kulturhuset Fregatten.

### Evenemang
Tjörn Runt  är en distanskappsegling runt Tjörn som anordnas tredje lördagen i augusti varje år.

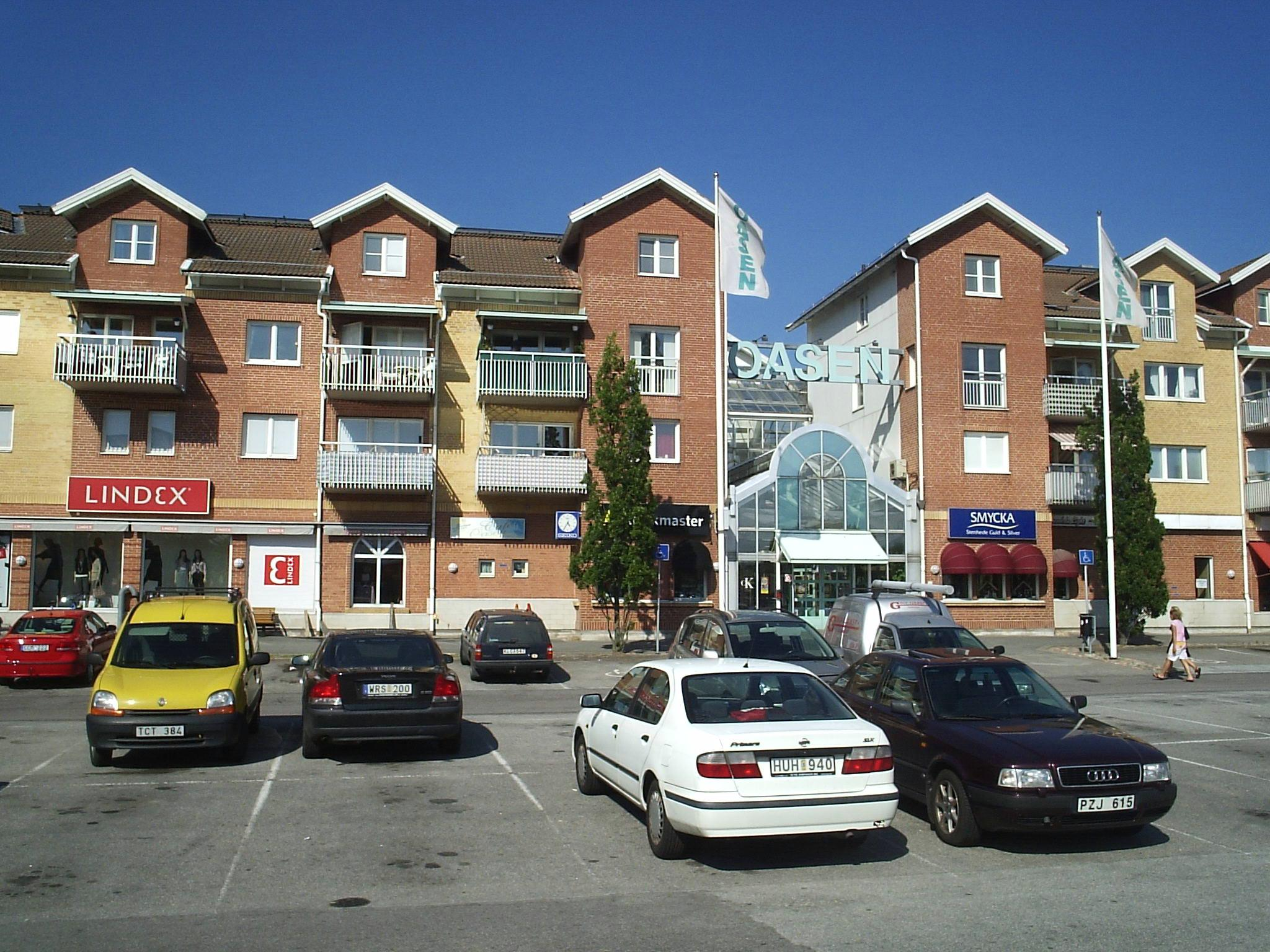
Stenungsund har under efterkrigstiden vuxit och blivit stadsliknande till sin karaktär.

Sundanatta är en festival som arrangeras på Stenungs Torg en gång om året. Drakbåtsrodd, sena öppettider och live-musik är några av aktiviteterna under festivalen.
I samband med EU-toppmötet i Göteborg 2001 hölls på Stenungsbaden i Stenungsund ett av de fyra möten som Bilderberggruppen hittills hållit i Sverige.

### Lokalpress
- ST-Tidningen/Lokaltidningen Stenungsund Tjörn Orust
- NYHETERsto.se.

### Idrott
Idrottsskolan engagerar 9–10-åringar.
I Stenungsund finns idrottsverksamhet i form av motorsport i Stenungsunds Motorsällskap (STMS) samtsegling och kappsegling i Stenungsunds Segelsällskap. 
I Stenungsund finns även innebandylaget Stenungsunds IBK 89ers, vars A-lag spelar i division 1 Västra Götaland. Andra idrottsklubbar är handbollsklubben SHK och fotbollsklubben Stenungsunds IF. Stenungsunds IF har sin verksamhet förlagd med gräsplaner och konstgräs utmed yttre ringleden från den norra infarten till Stenungsund från E6 (avfart 91).
I den nya Stenungsund Arena, belägen vid Nösnäs gymnasium, spelar ishockeyklubben Stenungsund Stingers (SHF). Där finns även Stenungsunds Konståkningsklubb, simklubben s77, bordtennis, brottning, judo, friidrott, bowling, gym och fitness. 
En stor idrott i Stenungsund har också varit frisbee, som Stenungsunds Frisbee Club under 1980- och 1990-talen dominerade med en mängd SM- och EM-guld. 
Även dragkamp är en stor sport i Stenungsund som man flera gånger tagit SM-medaljer i och har landslagsdeltagare i.
Windsurfingen fick fäste när ett par entusiaster började utöva sporten när den kom till Sverige i slutet av 1970-talet. Några av de som var med från början blev profiler inom sporten nationellt och deltog även i Windsurfer-VM på Bahamas 1980.
Under två dagar i november arrangeras sedan 2005 Swedish Open Bjj i Stenungsund. 2013 anmäldes 805 deltagare vilket gör det till en av de större tävlingarna i Europa.